# Serre-Nerpol
Serre-Nerpol est une commune française située dans le département de l'Isère, en région Auvergne-Rhône-Alpes.
Historiquement rattachée à l'ancienne province du Dauphiné, Serre-Nerpol est située sur le plateau de Chambaran, bien qu'adhérente à la communauté de communes de Saint-Marcellin Vercors Isère Communauté.

## Géographie

### Situation et description
Située dans le nord-ouest du département de l'Isère, entre Lyon, Grenoble, Valence et Bourgoin-Jallieu et plus précis&ément sur le plateau ondulé des Chambarans, la commune a gardé un aspect très nettement rural entouré de prés et de forêts.
Serre-Nerpol est cependant adhérente à la collectivité de Saint-Marcellin Vercors Isère Communauté, ce qui la rapproche économiquement et administrativement de la vallée de l'Isère.

### Communes limitrophes
| Brion     | Saint-Michel-de-Saint-Geoirs, | Quincieu              |
| Chasselay | Serre-Nerpol                  | Vatilieu              |
| Varacieux | Vinay                         | Notre-Dame-de-l'Osier |

### Géologie
Le territoire communal de cette grande commune s'étend sur la partie orientale du plateau de Chambaran, lequel est constitué d'une ossature en molasse miocène, recouverte en grande partie par un placage de terres argilo-limoneuses ou argilo-sableuses.

### Climat
Pour des articles plus généraux, voir Climat d'Auvergne-Rhône-Alpes et Climat de l'Isère.
En 2010, le climat de la commune est de type climat océanique altéré, selon une étude du Centre national de la recherche scientifique s'appuyant sur une série de données couvrant la période 1971-2000. En 2020, Météo-France publie une typologie des climats de la France métropolitaine dans laquelle la commune est exposée à un climat de montagne ou de marges de montagne et est dans la région climatique  Alpes du nord, caractérisée par une pluviométrie annuelle de 1 200 à 1 500 mm, irrégulièrement répartie en été. 
Pour la période 1971-2000, la température annuelle moyenne est de 10,8 °C, avec une amplitude thermique annuelle de 17,4 °C. Le cumul annuel moyen de précipitations est de 1 122 mm, avec 9,9 jours de précipitations en janvier et 6,7 jours en juillet. Pour la période 1991-2020, la température moyenne annuelle observée sur la station météorologique de Météo-France la plus proche, « Grenoble-Saint-Geoirs », sur la commune de Saint-Étienne-de-Saint-Geoirs à 9 km à vol d'oiseau, est de 11,5 °C et le cumul annuel moyen de précipitations est de 915,1 mm,. Pour l'avenir, les paramètres climatiques de la commune estimés pour 2050 selon différents scénarios d'émission de gaz à effet de serre sont consultables sur un site dédié publié par Météo-France en novembre 2022.

### Hydrographie
Le ruisseau du Tréry est un torrent qui longe le territoire communal.

### Voies de communication
Le territoire de la commune est situé à l'écart des grands axes de communication, la route départementale 22 (RD 22) permet cependant relier le bourg au centre-ville de Vinay.

## Urbanisme

### Typologie
Au 1er janvier 2024, Serre-Nerpol est catégorisée commune rurale à habitat très dispersé, selon la nouvelle grille communale de densité à sept niveaux définie par l'Insee en 2022.
Elle est située hors unité urbaine. Par ailleurs la commune fait partie de l'aire d'attraction de Grenoble, dont elle est une commune de la couronne,. Cette aire, qui regroupe 204 communes, est catégorisée dans les aires de 700 000 habitants ou plus (hors Paris),.

### Occupation des sols
L'occupation des sols de la commune, telle qu'elle ressort de la base de données européenne d’occupation biophysique des sols Corine Land Cover (CLC), est marquée par l'importance des territoires agricoles (66,5 % en 2018), une proportion identique à celle de 1990 (66,5 %). La répartition détaillée en 2018 est la suivante : 
zones agricoles hétérogènes (43,8 %), forêts (33,5 %), prairies (11,4 %), cultures permanentes (11,3 %). L'évolution de l’occupation des sols de la commune et de ses infrastructures peut être observée sur les différentes représentations cartographiques du territoire : la carte de Cassini (XVIIIe siècle), la carte d'état-major (1820-1866) et les cartes ou photos aériennes de l'IGN pour la période actuelle (1950 à aujourd'hui).

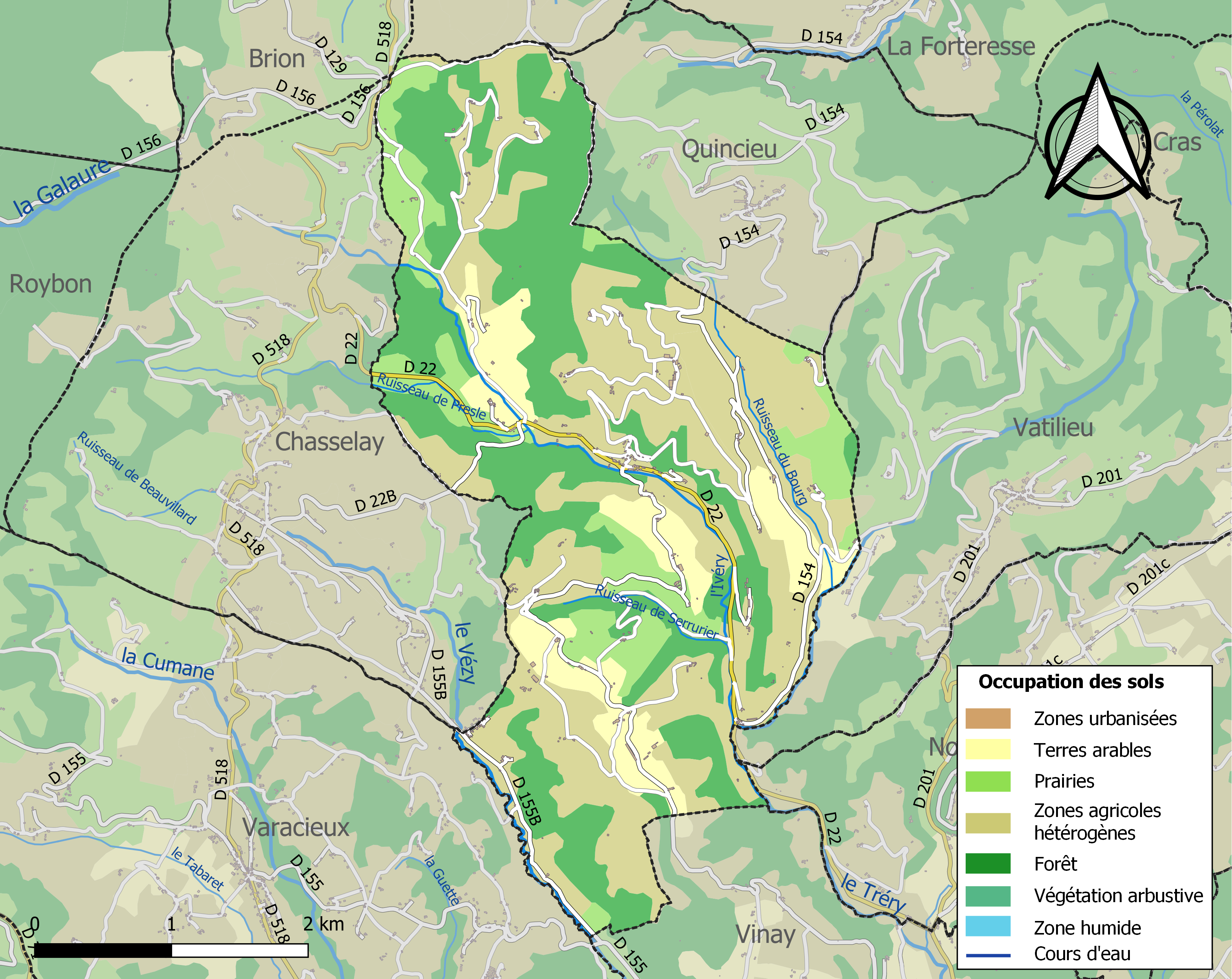
Carte des infrastructures et de l'occupation des sols de la commune en 2018 (CLC).

### Risques naturels et technologiques

#### Risques sismiques
L'ensemble du territoire de la commune de Serre-Nerpol est situé en zone de sismicité n°3 (sur une échelle de 1 à 5), en limite de la zone n°4, située au sud-ouest de son territoire.
| Type de zone | Niveau            | Définitions (bâtiment à risque normal) |
| ------------ | ----------------- | -------------------------------------- |
| Zone 3       | Sismicité modérée | accélération = 1,1 m/s2                |

## Toponymie
Serre : de l'occitan serre « mamelon peu élevé, croupe de collines, colline souvent de forme allongée ».

Provenant d'un terme pré-indo-européen ou au moins prélatin serre/serra « montagne allongée , crête en dos d'âne  ».

## Histoire
Entre 1790 et 1794, les communes éphémères de Serre et Nerpol fusionnent pour former la commune de Nerpol-et-Serres. En 1904, la commune change officiellement de nom et devient Serre-Nerpol.

## Politique et administration

### Liste des maires
| Période                                  | Période  | Identité      | Étiquette | Qualité              |
| ---------------------------------------- | -------- | ------------- | --------- | -------------------- |
| mars 2001                                | En cours | Alain Rousset | DVD       | Agriculteur retraité |
| Les données manquantes sont à compléter. |          |               |           |                      |

## Population et société

### Démographie
L'évolution du nombre d'habitants est connue à travers les recensements de la population effectués dans la commune depuis 1793. Pour les communes de moins de 10 000 habitants, une enquête de recensement portant sur toute la population est réalisée tous les cinq ans, les populations de référence des années intermédiaires étant quant à elles estimées par interpolation ou extrapolation. Pour la commune, le premier recensement exhaustif entrant dans le cadre du nouveau dispositif a été réalisé en 2004.

En 2022, la commune comptait 315 habitants, en évolution de +8,25 % par rapport à 2016 (Isère : +3,07 %, France hors Mayotte : +2,11 %).
| 1793 | 1800 | 1806 | 1821 | 1831 | 1836 | 1841 | 1846 | 1851 |
| ---- | ---- | ---- | ---- | ---- | ---- | ---- | ---- | ---- |
| 458  | 516  | 502  | 512  | 534  | 659  | 652  | 650  | 621  |

| 1856 | 1861 | 1866 | 1872 | 1876 | 1881 | 1886 | 1891 | 1896 |
| ---- | ---- | ---- | ---- | ---- | ---- | ---- | ---- | ---- |
| 622  | 635  | 612  | 628  | 641  | 588  | 573  | 517  | 465  |

| 1901 | 1906 | 1911 | 1921 | 1926 | 1931 | 1936 | 1946 | 1954 |
| ---- | ---- | ---- | ---- | ---- | ---- | ---- | ---- | ---- |
| 451  | 452  | 442  | 401  | 407  | 403  | 391  | 343  | 312  |

| 1962 | 1968 | 1975 | 1982 | 1990 | 1999 | 2004 | 2006 | 2009 |
| ---- | ---- | ---- | ---- | ---- | ---- | ---- | ---- | ---- |
| 269  | 266  | 229  | 252  | 269  | 284  | 284  | 291  | 293  |

| 2014 | 2019 | 2022 | - | - | - | - | - | - |
| ---- | ---- | ---- | - | - | - | - | - | - |
| 293  | 308  | 315  | - | - | - | - | - | - |

### Enseignement
La commune est rattachée à l'académie de Grenoble.

### Médias
Historiquement, le quotidien à grand tirage Le Dauphiné libéré consacre, chaque jour, y compris le dimanche, dans son édition du Sud Grésivaudan, un ou plusieurs articles à l'actualité de la communauté de communes, ainsi que des informations sur les éventuelles manifestations locales, les travaux routiers, et autres événements divers à caractère local.
La commune est située sur l'aire de diffusion de radio Ici Isère, une radio publique qui émet sur tout le territoire du département de l'Isère.

### Culte
La communauté catholique de Serre-Nerpol et son église (propriété de la commune) est rattachée à la « paroisse Saint Joseph des Deux Rives », elle-même rattachée au diocèse de Grenoble-Vienne.

## Culture et patrimoine

### Lieux et monuments
- Église paroissiale de l'Assomption des Caves
- Monument aux morts communal

### Personnalités liées à la commune
- Aymarde de Nerpol, épouse de Jordan de Batarnay, arrière grand-mère d'Imbert de Batarnay, (1438-1523) Seigneur de Bouchage, Châtelain de Montrésor et conseiller de 4 rois de France, et donc une arrière grand-mère de Diane de Poitiers[22].
- L'abbé Joseph Pierre Louis David, né à Serre-Nerpol en 1882, professeur de civilisation médiévale à Cracovie (Pologne) puis à Coïmbra (Portugal) [réf. nécessaire][23].

### Patrimoine naturel
Le site du col de la Croix de Toutes Aures (quelquefois dénommé « Col de Toutes Aures »), principal col du plateau de Chambaran est partiellement situé sur le territoire communal.

### Héraldique
| Blason | Blasonnement : D'argent à une église du lieu au naturel soutenue par les lettres S et N d'or, au chef d'azur chargé de deux clefs d'or passées en sautoir. |